# 金贵镇
金贵镇，是中华人民共和国宁夏回族自治区銀川市贺兰县下辖的一个乡镇级行政单位。

## 行政区划
金贵镇下辖以下地区：
银河村、保南村、银光村、金贵村、联星村、汉佐村、雄英村、潘昶村、红星村、江南村、关渠村和通昌村。